# Kluisbergen Sportief
Kluisbergen Sportief is een Belgische voetbalclub uit Kluisbergen. De club is bij de KBVB aangesloten met stamnummer 7167 en heeft geel en zwart als kleuren. De club ontstond na een weddenschap in een café. Paul Bilau zou 1.000 frank krijgen indien hij een voetbalclub kon stichten, wat hij ook deed, de club werd Kwaremont Sportief gedoopt.

## Geschiedenis
De club sloot in 1968 aan bij de KBVB onder de naam Kwaremont Sportief. Zowel de naam als de kleuren van de club zijn identiek aan een ander Kwaremont Sportief dat van 1944 tot 1952 bij de KBVB actief was onder stamnummer 4126. In 1999 zou de club de huidige naam Kluisbergen Sportief aannemen. 
De club begon in Derde Provinciale en toen er in 1969 een Vierde Provinciale bijkwam, kwam Kwaremont daar terecht.
In 1974 werd Kwaremont Sportief kampioen van zijn reeks in Vierde Provinciale en promoveerde naar Derde Provinciale. De club bleef in deze reeks spelen tot 1978 toen een voorlaatste plaats een terugkeer naar de laagste provinciale reeks betekende.
De club beleefde een lastige periode op sportief vlak en kon pas in 1990 naar Derde Provinciale terugkeren. De jaren negentig werden, met uitzondering van het seizoen 1997-1998 in deze reeks doorgebracht.
In 2003 kende de intussen Kluisbergen Sportief genaamde club opnieuw een sportieve dip en degradeerde naar Vierde Provinciale. 
In 2008 werd de titel behaald in Vierde Provinciale en promoveerde de club naar Derde Provinciale.
Vanaf 2011 behoorde Kluisbergen tot de sterkere clubs in de reeks en na drie maal in de top vijf te zijn geëindigd zonder promotie, werd geel-zwart in 2015 kampioen in zijn reeks en promoveerde naar Tweede Provinciale.
De club speelde daar in 2019-2020 het vijfde opeenvolgende seizoen, waardoor deze periode als het hoogtepunt van de clubgeschiedenis mag worden gezien. 
De club beschikt ook over een B-elftal dat sinds 2014 in Vierde Provinciale aantreedt.